# Pośrednia Białowodzka Przełączka
Pośrednia Białowodzka Przełączka słow. Prostredná Bielovodská štrbina, ok. 1860 m – przełączka w masywie Młynarza w słowackich Tatrach Wysokich. Znajduje się w grani wschodniej Młynarza, pomiędzy Młynarką (ok. 2010 m) a Upłaziastą Turnią (ok. 1880 m). Na południowo-wschodnią stronę opada Białowodzki Żleb. Na północ, do Młynarkowego Żlebu opada z przełęczy częściowo skalista, częściowo trawiasta rynna.
Na Pośrednią Białowodzką Przełączkę nie prowadzą żadne znakowane szlaki turystyczne, taternicy poprowadzili na przełączkę dwie drogi wspinaczkowe (jedna Białowodzkim Żlebem, druga z Młynarzowego Przechodu).
Pierwszego wejścia turystycznego na Pośrednią Białowodzką Przełączkę dokonali najprawdopodobniej (przy przejściu granią) Jan Humpola i Mieczysław Świerz 14 lipca 1924 r.

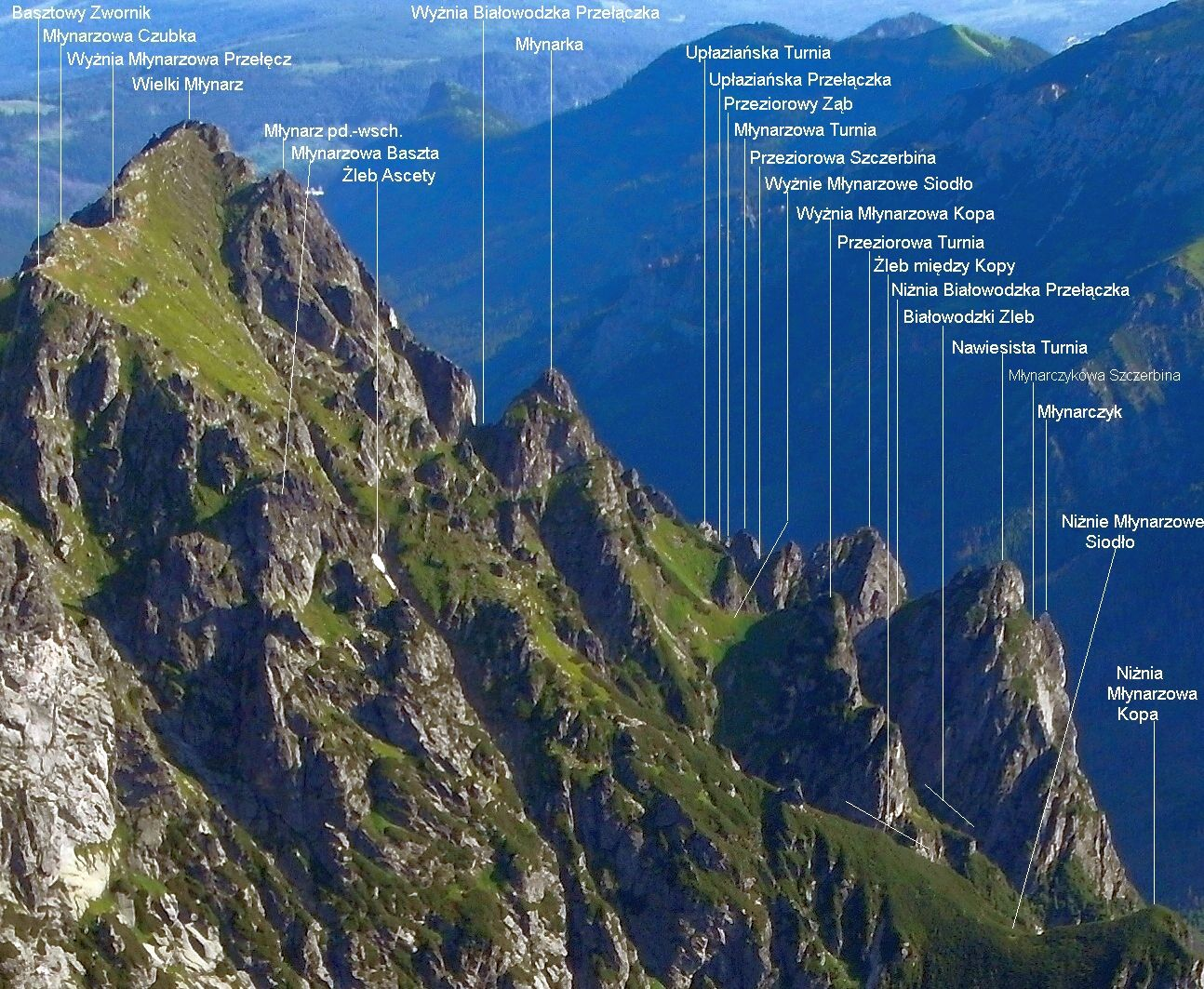
Widok z Ganku